# Nikolai Muscat
Nikolai Muscat (13 luglio 1996) è un calciatore maltese, centrocampista del Marsaxlokk e della nazionale maltese.

## Carriera

### Club
Ha giocato nella massima serie maltese.

### Nazionale
Ha giocato nelle nazionali giovanili maltesi Under-20 ed Under-21.
Nel 2019 ha esordito in nazionale maggiore.

## Statistiche

### Cronologia presenze e reti in nazionale
| Cronologia completa delle presenze e delle reti in nazionale ― Malta | Cronologia completa delle presenze e delle reti in nazionale ― Malta | Cronologia completa delle presenze e delle reti in nazionale ― Malta | Cronologia completa delle presenze e delle reti in nazionale ― Malta | Cronologia completa delle presenze e delle reti in nazionale ― Malta | Cronologia completa delle presenze e delle reti in nazionale ― Malta | Cronologia completa delle presenze e delle reti in nazionale ― Malta | Cronologia completa delle presenze e delle reti in nazionale ― Malta |
| Data                                                                 | Città                                                                | In casa                                                              | Risultato                                                            | Ospiti                                                               | Competizione                                                         | Reti                                                                 | Note                                                                 |
| -------------------------------------------------------------------- | -------------------------------------------------------------------- | -------------------------------------------------------------------- | -------------------------------------------------------------------- | -------------------------------------------------------------------- | -------------------------------------------------------------------- | -------------------------------------------------------------------- | -------------------------------------------------------------------- |
| 18-11-2019                                                           | Ta' Qali                                                             | Malta                                                                | 1 – 2                                                                | Norvegia                                                             | Qual. Euro 2020                                                      | -                                                                    | 70’                                                                  |
| 4-6-2021                                                             | Klagenfurt am Wörthersee                                             | Kosovo                                                               | 2 – 1                                                                | Malta                                                                | Amichevole                                                           | -                                                                    | 64’                                                                  |
| 7-9-2021                                                             | Mosca                                                                | Russia                                                               | 2 – 0                                                                | Malta                                                                | Qual. Mondiali 2022                                                  | -                                                                    | 86’                                                                  |
| 5-6-2022                                                             | Serravalle                                                           | San Marino                                                           | 0 – 2                                                                | Malta                                                                | UEFA Nations League 2022-2023 - 1º turno                             | -                                                                    | 88’                                                                  |
| 26-3-2023                                                            | Ta' Qali                                                             | Malta                                                                | 0 – 2                                                                | Italia                                                               | Qual. Euro 2024                                                      | -                                                                    | 76’                                                                  |
| 16-6-2023                                                            | Ta' Qali                                                             | Malta                                                                | 0 – 4                                                                | Inghilterra                                                          | Qual. Euro 2024                                                      | -                                                                    | 60’                                                                  |
| 14-10-2023                                                           | Bari                                                                 | Italia                                                               | 4 – 0                                                                | Malta                                                                | Qual. Euro 2024                                                      | -                                                                    | 66’                                                                  |
| 17-10-2023                                                           | Ta' Qali                                                             | Malta                                                                | 1 – 3                                                                | Ucraina                                                              | Qual. Euro 2024                                                      | -                                                                    | 69’                                                                  |
| 21-3-2024                                                            | Ta' Qali                                                             | Malta                                                                | 2 – 2                                                                | Slovenia                                                             | Amichevole                                                           | -                                                                    | 76’                                                                  |
| 26-3-2024                                                            | Ta' Qali                                                             | Malta                                                                | 0 – 0                                                                | Bielorussia                                                          | Amichevole                                                           | -                                                                    | 65’                                                                  |
| 11-6-2024                                                            | Grödig                                                               | Malta                                                                | 0 – 2                                                                | Grecia                                                               | Amichevole                                                           | -                                                                    | 89’                                                                  |
| 7-9-2024                                                             | Chișinău                                                             | Moldavia                                                             | 2 – 0                                                                | Malta                                                                | UEFA Nations League 2024-2025 - 1º turno                             | -                                                                    | 85’                                                                  |
| Totale                                                               |                                                                      | Presenze                                                             | 12                                                                   |                                                                      | Reti                                                                 | 0                                                                    |                                                                      |